# آنخ ف ن خنسو
آنخ-ف-ن-خُنسو که با نام آنخ اِف اِن خونسو (به انگلیسی: Ankh-ef-en-Khonsu) نیز شناخته شده است، کاهن خدای مصری، منتو بوده است که طی سلسله‌های بیست و پنجم و بیست و ششم (۷۲۵ پیش از میلاد) در تبس می زیسته است. او پسر بس-ن-موت-ای و تانشت بوده است. در مذهب نوظهور تلما، بیشتر تحت عنوان آنخ آف نا خونسو (به انگلیسی: Ankh-af-na-khonsu) و به عنوان پیشکش نامیده شده در لوح افشا شناخته می‌شود. لوح افشا یک لوح تدفین چوبی می‌باشد که برای ضمانت ادامهٔ زندگی اش در عالم اموات ساخته شده است و اکنون در موزه‌ای در مصر نگهداری می‌شود.

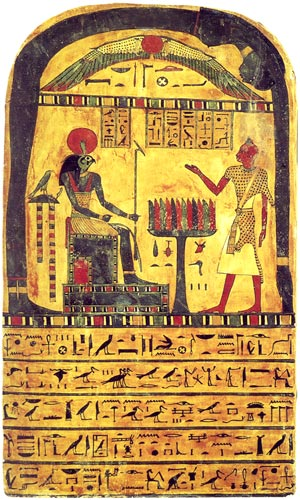
نمایی از لوح «آنخ آف نا خونسو» در موزهٔ مصر

## در تلما
کتاب شریعت (فصل اول، ۳۶) می‌گوید:
«کاتب من، اَنخ-ف-ن-خُنسو، موبد امیران، نبایست این کتاب حتی در یک حرف تغییر یابد؛ ولی مبادا نابخردی باشد، در نتیجه وی با دانایی را-هور-خویت تفسیر خواهد نوشت.»
بر اساس این جمله، آلیستر کراولی از نام جادویی «آنخ-ف-ن-خونسو» برای امضای دیباچهٔ کتاب شریعت استفاده کرد. همچنین در مواقعی که قصد داشت خودش را به عنوان پیغمبر تلما و عصر هورس معرفی کند، از این نام استفاده می‌کرد.